# Anton Krettner

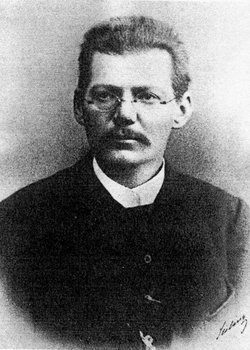
Anton Krettner

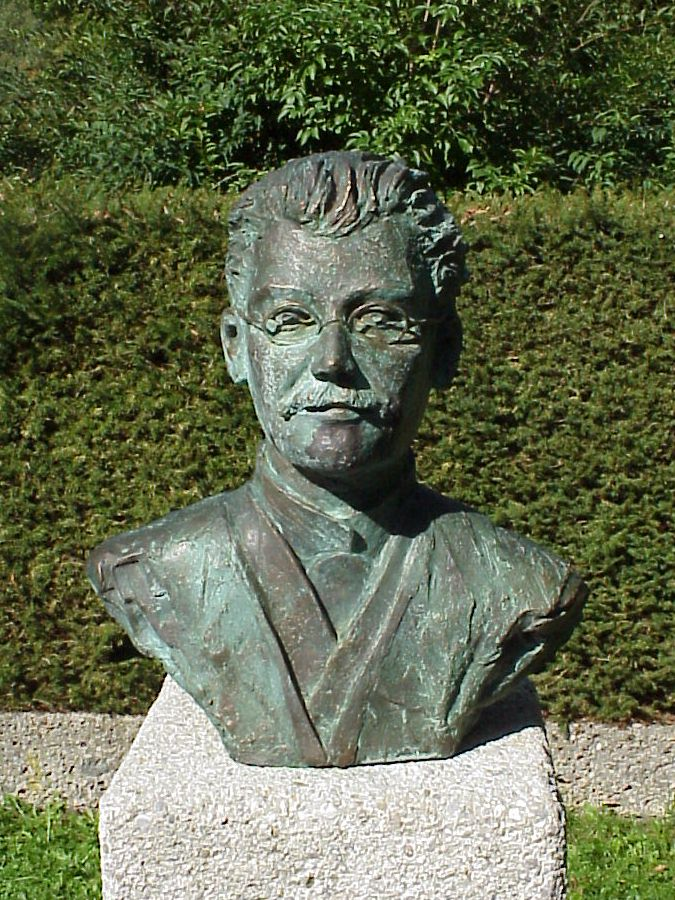
Büste an der Ludwigstraße (später in den Waldfriedhof versetzt)

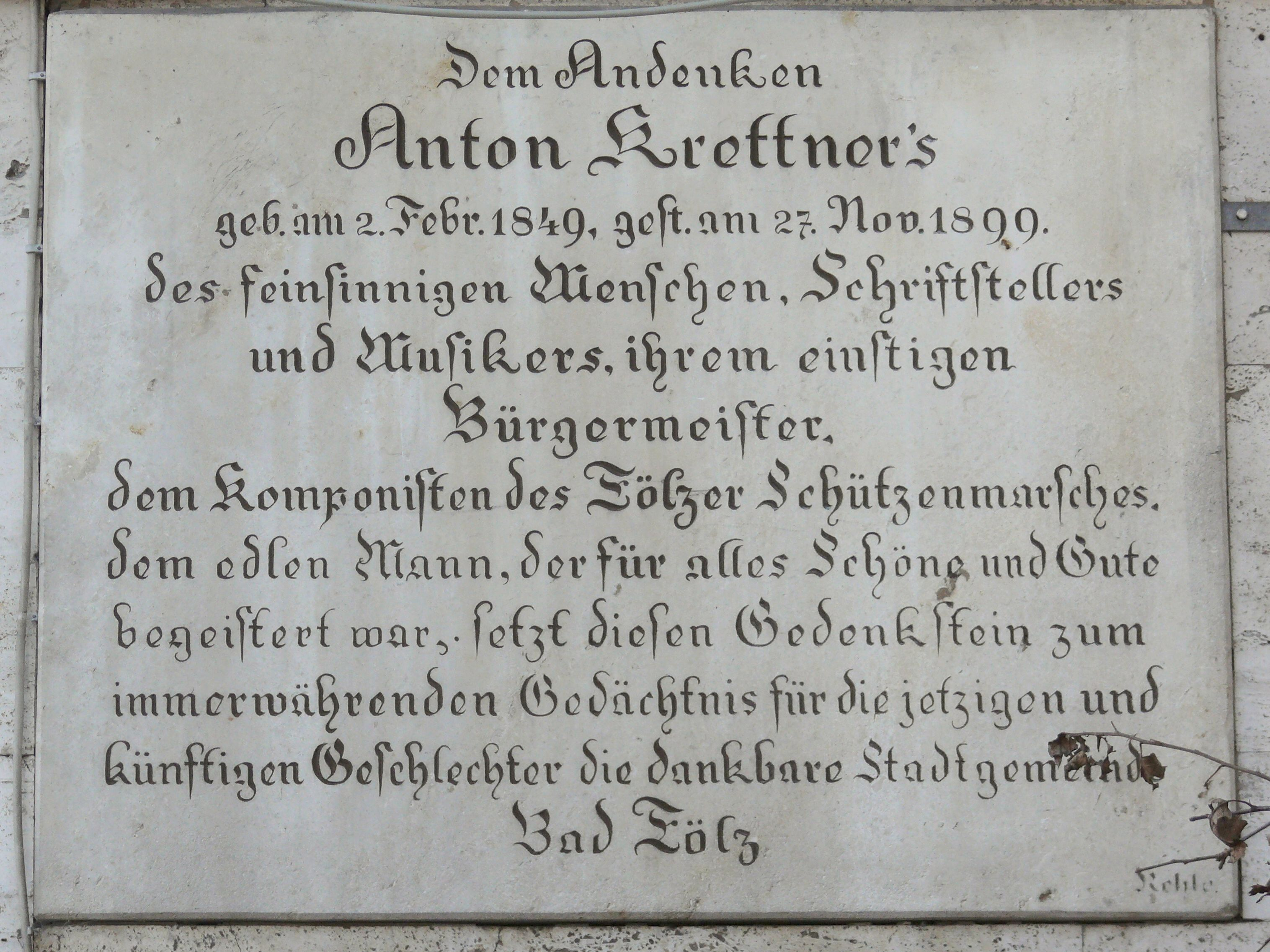
Gedenktafel am Bruckbräu

Anton Krettner (* 2. März 1849 in München; † 27. November 1899 in Bad Tölz) war ein bayerischer Komponist, Musiker, Jurist und Bürgermeister von Tölz. Sein bekanntestes Werk ist der Tölzer Schützenmarsch.

## Leben
Krettner, der als Sohn eines Münchner Schlossers aus bescheidenen Verhältnissen stammte, wurde in der Münchner Dultgasse geboren. Er besuchte das Wilhelmsgymnasium bis zum Abitur 1868 und schlug sich anschließend als Student der Jurisprudenz mühsam durch. Seit dem Wintersemester 1869/70 war er Mitglied der musischen Studentenverbindung Akademischer Gesangverein München im SV.  In der „Schwarzen Studentenverbindung“ spielte Krettner Zither, Klavier und Theater, sang, dichtete und komponierte. Bei einem seiner vielen Ausflüge nach Tölz und in den Isarwinkel bekam er 1872 die Stelle des Hauslehrers bei der Witwe des Bruckbräus, Babette Lettinger, die er im Jahr darauf heiratete.
Der vielseitig gebildete und integere Mann, der eine beachtliche Privatbibliothek besaß, genoss nicht nur als Komponist hohes Ansehen. Er war Mitbegründer der „Liedertafel“, des „Kur- und Orchestervereins“, der „Tölzer Sektion des Deutsch-Österreichischen Alpenvereins“, des „Historischen Vereins für das Oberland“, sowie des „Süddeutschen Zitherbundes“. Im Februar 1899 – seinem letzten Lebensjahr – wurde er zum Bürgermeister der Stadt gewählt. Nach seinem Tod am 27. November wurde die Urne Krettners im Tölzer Waldfriedhof beigesetzt.
Porträts (Ölgemälde und Foto) befinden sich im Heimatmuseum der Stadt Bad Tölz. An ihn erinnern ferner Gedenktafeln am ehemaligen Bruckbräu (Amortplatz), an der Franziskanerkirche sowie je eine Büste im Waldfriedhof und im Gabriel-von-Seidl-Kurpark. Zudem wurde der Krettnerweg nach ihm benannt.

### Nachruf
Der in Tölz geborene Heimatdichter Wilhelm Dusch setzte ihm ein Denkmal in folgendem Gedicht:
Nachruf auf Anton Krettner

„Im schönen Isarthal

Tönt munt’rer Büchsenknall!“

Dös ko’ ma hör’n no’ weit und breit,

So lang als’s Tölzer Schütz’n geit

Und no’ a Zither lusti klingt,

Zu der ma’ frohe Liada singt!

Do’ in die Freud’ da mischt si’ Schmerz,

Und trauri’ stimmt’s uns G’müat und Herz,

Bal dös uns in’s Gedächtnis kimmt,

daß, der die Zither o’ hat g’stimmt,

Von dera Welt scho’ fort hat müaß’n.

Tot is er nöt! So oft als grüaß’n

Uns seine Tön’ und seine Lieder,

So oft lebt er aufs neue wieder.

Und unser Trost is dös vor all’m,

Sei „Schütz’nmarsch“, sei „Zwiese’lalm“,

Dö klinga allweil wieder fort.

Bis weit in die entfernt’st’n Ort

Wird durch ihr’n Klang, so oft ma ’hn hört,

Krettner, Dei’ Nam’ aufs neue g’ehrt!

## Werke (Auswahl)
Kompositionen:
- op. 01: Vetterschaftsmarsch, für Männerchor und Pianoforte
- op. 04: Behüt dich Gott, es wär zu schön gewesen, Lied aus Scheffels Trompeter von Säckingen, Gesang mit Klavier
- op. 06: 5 Lieder, für Bariton mit Pianoforte-Begleitung
- op. 08: Tölzer Schützenmarsch, 1883
- op. 11: Jugenderinnerung, Polka-Mazurka für Pianoforte
- op. 21: Nun braust ein frischer Morgenwind, für Männerchor
- op. 22: Auf der Zwieselalm, Mazurka-Idylle für 4 Männerstimmen (TTBB) und Klavier
- Soldaten-Morgenlied, Gedicht von Max von Schenkendorf, für einstimmigen Chor mit Klavier oder Blechmusikbegleitung
- Auf nach den Bergen, Alpenvereinsmarsch anlässlich der Hauptversammlung des Deutsch-Österreichischen Alpenvereins in Konstanz am 29. September 1884
- Am Achensee, Ländler für 2 Zithern, Regensburg 1900
- Mit frohem Spiel, für Zither